# サクラバシ919
『サクラバシ919』（サクラバシ キュー・イチ・キュー）は、ラジオ大阪とライブ配信・動画コミュニティアプリ「ミクチャ」で2022年4月4日から放送・配信されている深夜の生ワイド番組である。番組キャッチコピーは「好奇心が開花するエンターテイメントの架け橋」。

## 概要
2021年7月30日に資本業務提携を締結したラジオ大阪と株式会社DONUTSが、共同事業の第1弾として開始した生ワイド番組。第1回放送の原稿によると「ラジオ大阪が社運を賭け、持てる全ての力をつぎ込んだ新しい帯番組」である。
この番組は「"好き"なコンテンツとリスナーの運命の出会いを作る」をコンセプトにして、各曜日のパーソナリティーが「"好き"だからこその独自の切り口」でトークを繰り広げ、「リスナーにとって運命の出会いとなるキッカケやヒント」を提案する。また、ラジオ放送に加え、ミクチャによる映像生配信を放送終了後のアフタートーク付きで実施。次回放送までの1週間限定でアーカイブ視聴も可能。
タイトルの由来は、ラジオ大阪の創業地である大阪市北区の桜橋と、ラジオ大阪のワイドFMの周波数である91.9MHzを組み合わせたもので、ラジオ大阪、そして、ラジオメディアの「過去と現在の懸け橋となる番組になるように」という想いが込められている。なお、出演者の在住地の都合上、原則として現在のラジオ大阪の本社である大阪市港区弁天町のスタジオではなく、東京都渋谷区代々木のDONUTS本社内にあるラジオ放送用のスタジオ（ミクチャスタジオ）から生放送が行われる。
ラジオ大阪が平日22時から翌日1時の時間帯で1時間以上のワイド番組をレギュラーで編成することは、2018年3月末で終了した『TOP POP MUSIC』以来4年振り、トーク主体の番組としては5upよしもと ガチモリ』以来9年振りである。なお、当該枠で放送されていた一部の番組は、当番組時間帯外（平日の1314 V-STATIONゾーン番組はすべて土曜・日曜）へ移動された。
ジングルは番組開始週はラジオ大阪の通常CM用のステーションジングル5秒版で代用し、2週目から各曜日別のジングルを製作・使用している。
2022年5月27日の白間美瑠担当回は、番組初となる弁天町・ラジオ大阪本社Aスタジオからの生放送・配信が行われた。また、同年9月30日の放送では番組史上初の録音放送が行われた。これ以降も、白間の土曜日のスケジュールによっては事前録音かラジオ大阪本社での生放送になる場合があった。
同年7月26日、メールサーバーの不調により特定のリスナー（1人）以外のメールが迷惑メールに分類される問題が発生し、同年8月2日にはリスナーがメールを送れない問題が発生したため、対策として同年8月8日からメールアドレスが「～@obc1314.co.jp」から「～@obc1314.jp」に変更。
2023年第1週は「サクラバシ919〜新春もう一度聴きたい名場面スペシャル!〜」を事前録音で放送。
同年4月第2週からは、ミクチャでの同時配信体制を維持したまま、金曜版のみ『サクラバシ919 WEEKEND STYLE』（サクラバシ キュー・イチ・キュー ウィークエンド・スタイル）としてラジオ大阪本社Aスタジオからの常時生放送へ移行。パーソナリティも、金曜版のみ白間からフースーヤに交代した。
2023年10月1日から2024年2月29日まで首都圏の列車に番組の中吊り広告を出稿した。
2024年4月改編では、番組開始から放送されていた内包する「DONUTS GAMES」コンテンツの収録番組（後述）が終了または配信のみとなる。パーソナリティの変更はなし。
2025年2月24日の放送で月曜担当の鎌田菜月が、同月26日の放送で水曜担当の神尾晋一郎が同年4月改編で降板することをそれぞれ発表。これに関して、同月24日午前放送の『藤川貴央のニュースでござる』のパーソナリティ・藤川貴央（ラジオ大阪アナウンサー）によると、同月21日にラジオ大阪が、スポンサー等の関係者向けに同年4月改編の説明会をオンラインで実施し、そのアーカイブをYouTubeに関係者のみ公開するつもりが、設定ミスにより3時間20分の間一般公開（誰でも視聴可能）状態になる不手際が発生。そのため、本来3月に発表を予定していた降板発表を急遽行う事態となったことが理由である。その後、3月31日放送分からの番組パーソナリティが同月18日に改めて発表され、ピン芸人のお見送り芸人しんいちが月曜パーソナリティに、お笑いトリオ・リンダカラー∞のDenが水曜パーソナリティにそれぞれ起用され、山添・都築・フースーヤは担当曜日を変更せず続投し、全曜日のパーソナリティをお笑い芸人が担当する体制になった。

## 放送時間
- 月 - 金曜日 23:00 - 翌1:00
  - 翌0時時報前の中断は23:57 - 翌0:00。『サクラバシ919 WEEKEND STYLE』は23:59 - 翌0:00。

## パーソナリティ
レギュラー
| 期間                 | 月曜日               | 火曜日                  | 水曜日               | 木曜日                | 金曜日                                  |
| -------------------- | -------------------- | ----------------------- | -------------------- | --------------------- | --------------------------------------- |
| 2022.4.4 - 2023.3.31 | 鎌田菜月 （SKE48）   | 山添寛 （相席スタート） | 神尾晋一郎           | 都築拓紀 （四千頭身） | 白間美瑠                                |
| 2023.4.3 - 2025.3.28 | 鎌田菜月 （SKE48）   | 山添寛 （相席スタート） | 神尾晋一郎           | 都築拓紀 （四千頭身） | フースーヤ （田中ショータイム、谷口理） |
| 2025.3.31 -          | お見送り芸人しんいち | 山添寛 （相席スタート） | Den（リンダカラー∞） | 都築拓紀 （四千頭身） | フースーヤ （田中ショータイム、谷口理） |

各曜日パーソナリティ休暇、欠席時の代理パーソナリティ
レギュラー同士
- 2022年7月12日 - 山添の代わりに都築が代理[注 9]（構成作家も木曜日の福田卓也が担当した。）

レギュラー以外
- 秋山寛貴（ハナコ、ワタナベエンターテインメント所属）- 2022年4月21日、28日[注 10]、9月29日
- バッドナイス常田（ワタナベエンターテインメント所属）- 2022年4月21日、9月29日
- 相田周二（三四郎、マセキ芸能社所属） - 2022年4月28日[注 11][14]
- 駒田航（81プロデュース所属） - 2022年8月10日、17日

## メールアドレス
| 曜日     | パーソナリティ                         | パーソナリティ                         | パーソナリティ                                                                              | メールアドレス         | 備考            |
| -------- | -------------------------------------- | -------------------------------------- | ------------------------------------------------------------------------------------------- | ---------------------- | --------------- |
| 月曜日   | 鎌田菜月（SKE48）                      | 鎌田菜月（SKE48）                      | 鎌田菜月（SKE48）                                                                           | kamata@obc1314.jp      | 〜2025年3月24日 |
| 月曜日   | お見送り芸人しんいち                   | お見送り芸人しんいち                   | お見送り芸人しんいち                                                                        | shinichi@obc1314.jp    | 2025年3月31日〜 |
| 火曜日   | 山添寛（相席スタート）                 | 山添寛（相席スタート）                 | 山添寛（相席スタート）                                                                      | yamazoe@obc1314.jp     |                 |
| 水曜日   | 神尾晋一郎                             | 神尾晋一郎                             | 神尾晋一郎                                                                                  | kamio@obc1314.jp       | 〜2025年3月26日 |
| 水曜日   | Den（リンダカラー∞）                   | Den（リンダカラー∞）                   | Den（リンダカラー∞）                                                                        | den@obc1314.jp         | 2025年4月2日〜  |
| 木曜日   | 都築拓紀（四千頭身）                   | 都築拓紀（四千頭身）                   | 都築拓紀（四千頭身）                                                                        | tsuzuki@obc1314.jp     |                 |
| 金曜日   | 白間美瑠                               | 白間美瑠                               | 白間美瑠                                                                                    | shiroma@obc1314.jp     | 〜2023年3月31日 |
| 金曜日   | フースーヤ（田中ショータイム、谷口理） | フースーヤ（田中ショータイム、谷口理） | フースーヤ（田中ショータイム、谷口理）                                                      | fusuya@obc1314.jp      | 2023年4月7日〜  |
| 曜日     | 回                                     | 放送日                                 | パーソナリティ                                                                              | メールアドレス         | 備考            |
| 特別番組 | 1                                      | 2022年 9月26日                         | 都築拓紀（四千等身）、溜口佑太郎（ラブレターズ）、杠葉あずさ・夏生のん∞（ミクチャライバー） | sakurabashi@obc1314.jp |                 |
| 特別番組 | 2                                      | 12月12日                               | 相席スタート、Ryota🌹・めっちゃん（ミクチャライバー）                                       | sakurabashi@obc1314.jp |                 |
| 特別番組 | 3                                      | 2023年 3月20日                         | 都築拓紀（四千頭身）、酒井健太（アルコ&ピース）、ゴリ山田カバ男（歌手）、ねるし～（声優）   | sakurabashi@obc1314.jp |                 |

## コーナー
太字は2025年4月時点で放送中のコーナー。木曜日は通常放送日でもフリートークが長くなった場合はコーナーが1つもない週もある。また、毎年1月は都築の年末年始の旅行について1ヶ月に渡り話すためコーナーは全くない。なお、2025年4月からは毎週スポンサードコーナーがある。
| 曜日   | コーナー名                               | 概要 | メール件名             | その他 |
| ------ | ---------------------------------------- | --- | ---------------------- | --- |
| 月曜日 | 参りました〜！                           | 将棋の対局で投了する時に使う言葉「参りました」にちなんで「もう降参」「完全に詰んだ」というエピソードを募集。なお「勝手に夏休みの宿題」のコーナー放送期間は休止となる。 | 参りました             | 鎌田の番組降板により全て終了 |
| 月曜日 | 勝手に夏休みの宿題                       | リスナーのあなたが勝手に課題をみつけて一方的にレポートしてもらう企画。くだらないことから、超くだらないことまでなんでもOKです。（もちろんまじめも歓迎） | 宿題                   | 鎌田の番組降板により全て終了 |
| 月曜日 | 勝ち抜き胸キュン選手権                   | マンガ、アニメ、映画の「胸がキュン」としたワンシーンを大募集！ジャッジは鎌田。５週勝ち抜きで、鎌田胸キュン博物館に殿堂入り。 | 胸キュン               | 鎌田の番組降板により全て終了 |
| 月曜日 | ダメージ４０                             | あなたがこれまでに言われて、40くらいのダメージを受けた言葉を教えてください。過去を清算し明るく生きていけるよう「よしよしがんばれ」と鎌田菜月が慰めます。 | ダメージ               | 鎌田の番組降板により全て終了 |
| 月曜日 | じいじ ばあばの教え                      | 人生経験が豊かな方のアドバイスほどためになるものはありません。あなたがこれまでにもらった、おじいちゃんやおばあちゃんからのアドバイスを教えてください。みんなで知恵シェアしましょう！ | 教え                   | 鎌田の番組降板により全て終了 |
| 月曜日 | 紳士                                     | 日常で見つけた紳士の特徴を送ってもらい、イメージが良くないしんいちが、紳士とは何かを学ぶコーナー。どんな状況でも余裕を感じさせるような紳士の行動を送ってください。 | 紳士                   | |
| 月曜日 | 初手の一言                               | しんいちがリスナーのナンパ力をチェックします。ナンパは一言目でいかに相手の興味を惹かせるが大事。リスナーが異性に声をかけるときに、初手で何と言うのかを募集するコーナー。 | 初手                   | |
| 月曜日 | 君に幸あれ！                             | しんいちは世界中の人を応援したい。幸せになって欲しい。そんなことをいつも考えています。しんいちにエールを送ってほしい、「この人には幸せになってほしい」という人を募集するコーナー。 | 幸あれ！               | |
| 火曜日 | 絆変換                                   | 借金を「絆」、ギャンブルを「夢追い」と表現する山添のように、一見印象の悪い語句を聞こえのいい言葉に”絆変換”していくコーナー。 | 絆                     | 2022年末で平川商事が運営するパチンコチェーン店「アロー」がスポンサーを降りたが、コーナーは継続された。 2023年3月28日にクイズ特集を行い、この日をもってクイズは投稿禁止となっている。 |
| 火曜日 | 山添寛ジャム                             | 山添に解説してほしい楽曲を、解説してほしい理由を添えて送ってください。 | ジャム                 | 終了 |
| 火曜日 | バニー!                                  | 朝の生放送の情報番組で、度々その奇行が話題に上がる山添は今後、あらゆるテレビでどんな行動をとるのかそのシチュエーションとセリフを予想して送ってきてください。 | バニー                 | 2023年4月19日以降なしだったが、山添が『ラヴィット』の出演を再開した同日である2023年7月18日の放送ですでにコーナー終了していることを発表。                                             |
| 火曜日 | '賭博黙示録ブルーノ                      | 真偽不明のギャンブルニュースで世間を騒かせたブルーノが、日々どんなギャンブル生活を送っているのかを送るコーナー。 | ブルーノ               | 不定期企画として放送し、2024年8月26日放送回で終了。 |
| 火曜日 | 人生と、煙の話。                         | マルカイコーポレーションのスポンサードコーナー。「ネガティブな話題を聞きながら吸うタバコが一番美味い」と豪語する山添に、リスナーの経験した過去のネガティブな話を送るコーナー。 | 人生                   | 番組とマルカイコーポレーションのコラボレーションZippoが完成するまでの期間限定で行われ、2024年12月24日放送回で終了。                                                                  |
| 水曜日 | ワルメン！                               | アナタが日ごろ行っている「善い行い」をセリフ形式で送ってください。神尾晋一郎が“声の力”で無理矢理、ワルっぽく読みあげます。 | ワルメン               | 終了 |
| 水曜日 | ノットソーボラボライングピンク           | 調べようと思えば何でも知ることが出来てしまう現代社会に、勝手に警鐘を鳴らす「想像力強化系コーナー」です。あまり耳馴染みのないワードを“お題”として提示するので。言葉の響きや雰囲気からどんな意味を持つ言葉なのか、想像して送ってください。                                                    | ノットソー             | 終了 |
| 水曜日 | マニアックお子様ランチ                   | 世間的には“メジャーな美味しいモノ”じゃないけれど個人的には大好きな「マニアックな食べ物」を送ってください。 | マニアックお子様ランチ | 終了 |
| 水曜日 | 神ゼリフ ライブfun                       | 毎週「BookLive fun」で楽しめる漫画のあらすじ、そして『ひとコマの画像』をご紹介。その『ひとコマに当てはまるワード』を考えて送ってください。送ってもらった”神ゼリフ”に神尾普一郎が生でアテレコをしていきます。                                                                                | 神ゼリフ               | 終了 |
| 水曜日 | 当てろ！神タイトル！                     | 漫画を愛する人に使ってほしいマンガアプリ「BookLive fun」とのコラボでお送りするコーナー。毎週お題となる漫画の『あらすじ』だけをご紹介しますので、そのあらすじを元にその漫画の『タイトル』を予想して送ってください。                                                                          | 当てろ！神タイトル！   | BookLiveのスポンサー降板によりコーナー終了 |
| 水曜日 | 黒く、塗りつぶせ。                       | あなたが記憶から消してしまいたい「黒歴史エピソード」を送ってください。エピソードを受けて、神尾普一郎が一言であなた記憶を黒く塗りつぶします。※匿名での投稿でも結構です。 | 黒く、塗りつぶせ       | 終了 |
| 水曜日 | 連邦保安官                               | 映画『逃亡者』の連邦保安官が日常で驚いている場面を想像してください。 | 連邦保安官             | 2023年8月のみ北海道観光振興機構がスポンサーとなる。 2023年9月6日で一旦休止。 |
| 水曜日 | この人でしょうか!?                       | 広瀬香美の楽曲「ロマンスの神様」の歌詞の中の主人公は、いまだに「この人」を見つけられていません。そんな彼女の『 目の前 』にあなたが思う理想的な男性を登場させてください。 | この人                 | 神尾の番組降板により全て終了 |
| 水曜日 | TRUE STORY                               | 真実に基づいた体験談を送ってください。イイ話の要素がまったくない当番組初のイイ話紹介コーナーです。 | 真実                   | 神尾の番組降板により全て終了 |
| 水曜日 | カリスマ・プロデュース！                 | カリスマがカリスマとして在り続けるための「立ち回り」「キラーワード」「返しのパターン」を募集します。「こんな場面でこんなセリフはどうですか？」「こんな大物と絡むならこんな返しは？」というプロデュース案を送ってください。マジでいいやつは実行して番組で結果を報告します。                  | プロデュース           | |
| 水曜日 | 前例がそこにありゃ旅じゃなく観光         | コーナータイトルのようなあなたが独自に辿り着いた「 世の中の真理 」を送ってください。 | 真理                   | |
| 木曜日 | 古着物語                                 | 古着には物語があります。いつ、誰がどんな時に、どんな風に着ていたのかリスナーの持っている古着のストーリーを送ってください。 | 古着                   | 終了 |
| 木曜日 | 龍河ッ                                   | ドラマ『六本木クラス』（テレビ朝日）に登場する、長屋ホールディングスの会長・長屋茂の息子である龍河が、「どんなシチュエーションで嫌なことを言っているか」を投稿するコーナー。ドラマ自体は2022年9月末で終了しているが、以降も「何を言ってるか監視する」という名目でコーナーが継続されている。 | 六本木                 | |
| 木曜日 | NPC                                      | ゲームに登場する、村人などの自身が操作しないノンプレイヤーキャラクター（NPC）が、特定の場面でどんなことを発していたか募集する。メールの文章とともに、投稿者自身が録音した「NPCの発するボイス」を添付することが義務付けられている。                                                          | NPC                    | R-指定（Creepy Nuts）がゲスト出演する日は必ず放送。 |
| 木曜日 | なんじなんじ                             | にじさんじ所属のVTuber・壱百満天原サロメの語感で、リスナーが知っているVTuberの所属事務所と名前を教えてもらうコーナー。 | VTuber                 | 不定期企画として放送。 |
| 木曜日 | 開花！                                   | ヤンマーのスポンサードコーナー。企業コンセプトを『HANASAKA』とするヤンマーに合わせ、挑戦してる人間や頑張っている人間の背中を押し、「開花」を促す一言をメールで募集する。 | 開花                   | |
| 金曜日 | ライフ・イズ・ライディング               | サーフィン大好きの白間美瑠が、「人生の波に乗れてない」アナタにアドバイス！どんな人でも人生の波に乗せちゃいます！アナタの「人生の波に乗れてない」エピソードを送ってきてください。 | サーフィン             | 白間の番組降板により全て終了 |
| 金曜日 | ディスカバリー白間                       | 周りから『野生児』と言われる白間美瑠。そんな野生の白間は世界の至るところにいるはず！あなたが見た“野生の白間美瑠”の目撃情報（どんな場所にいたか、そこで何をしていたか）を送って下さい。 | ディスカバリー         | 白間の番組降板により全て終了 |
| 金曜日 | シロマセンス                             | 白間美瑠がドハマりしたSMがテーマの韓流ドラマ『モラルセンス～君はご主人様』。このドラマにちなんで、自分がS or Mだなぁと思う瞬間やS or Mにまつわるエピソードを大募集。毎週、どちらが「尊い」かを競っていきます！（※あくまでマインド的な「Sかも？Mかも？」のエピソードでおねがいします！）     | センス                 | 白間の番組降板により全て終了 |
| 金曜日 | JUSTICE or CRAZY!!                       | 世の中にいる自分の正義（主張・こだわり・クセ）が強い人間を送ってください。白間美瑠が「JUSTICE（アリ）」か「CRAZY（ナシ）」をジャッジします。 | JUSTICE                | 白間の番組降板により全て終了 |
| 金曜日 | ショータイムを太らすな！最低中華ギャグGP | お腹がすいてくる深夜の時間帯。最近増量中のショータイムをこれ以上太らせない為に食欲がちょっとだけなくなるような最低な中華ギャグを募集します！ | 最低中華               | |
| 金曜日 | 蚊に刺されたぐらいの怒り                 | 世の中の理不尽なことにめっちゃ怒りがちな谷口が、あなたの蚊に刺されたぐらいの小さな怒りにも大共感して1,000倍怒ってくれます（ただし共感した場合のみです）。あなたの日常で起きた小さな怒りを是非谷口に送ってください。                                                                         | 蚊に刺され             | |
| 金曜日 | 拝啓、フースーヤ様にモノマネ             | モノマネのレパートリーを増やしたいフースーヤの二人が、リスナーの皆さんのリクエストにこたえて様々なモノマネに挑戦します。「これ、本人気づいてないだけで声質的にいけるんやない？」というモノマネのネタを送ってください！本当に本人の為を思ってのセリフ付きだとありがたいです。                | モノマネ               | |
| 金曜日 | あの人のプロフィール                     | あなたが見たり聞いたりしたことのある「おなじみの有名人の“意外な特技”や“イメージと違った一面”」を送ってもらい、あまり知られていない「あの人の裏の顔」について学んでいくコーナーです。 | プロフィール           | |

## スタジオゲスト
2023年4月3日の放送で（その曜日が）53回目の放送という発言があることから2023年年始の録音週も回数に含める（2023年4月3日当日は第261回となる）
| 回  | 放送日  | ゲスト                                     | 備考 | 出典   |
| --- | ------- | ------------------------------------------ | --- | ------ |
| 46  | 6月6日  | 大場美奈                                   | 「サクラバシ919 スペシャルウィーク」 の一環として。 |        |
| 47  | 6月7日  | さらば青春の光 （森田哲矢・東ブクロ）      | 「サクラバシ919 スペシャルウィーク」 の一環として。 |        |
| 48  | 6月8日  | 蛙亭 （中野周平・イワクラ）                | 「サクラバシ919 スペシャルウィーク」 の一環として。 |        |
| 49  | 6月9日  | 山添寛（相席スタート）                     | 「サクラバシ919 スペシャルウィーク」 の一環として。 |        |
| 50  | 6月10日 | 吉田朱里                                   | 「サクラバシ919 スペシャルウィーク」 の一環として。 |        |
| 67  | 7月5日  | きむ（インディアンス） 吉本拓（ダイタク）  | きむは事前予告無しでの出演、吉本拓はきむが当番組に出演 していることを知り急遽スタジオに駆けつけた。 きむへの出演オファーの理由は山添が参加した飲み会で きむと村上（Aマッソ）がケンカしたことがきっかけ。 なお、きむはオファー理由を知らなかった。 |        |
| 119 | 9月15日 | R-指定（Creepy Nuts）                      | |        |
| 132 | 10月4日 | 福井俊太郎（GAG） 安田邦祐（コマンダンテ） | お笑い団体「一座」のメンバーとして。 | [ 17 ] |
| 176 | 12月5日 | 須田亜香里                                 | 「サクラバシ919 スペシャルウィーク」 の一環として。 |        |
| 177 | 12月6日 | きしたかの （岸大将・高野正成）            | 「サクラバシ919 スペシャルウィーク」 の一環として。 |        |
| 178 | 12月7日 | 峯田大夢 小笠原仁                          | 「サクラバシ919 スペシャルウィーク」 の一環として。 |        |
| 179 | 12月8日 | 酒井健太（アルコ&ピース）                  | 「サクラバシ919 スペシャルウィーク」 の一環として。 |        |
| 180 | 12月9日 | 藤井隆                                     | 「サクラバシ919 スペシャルウィーク」 の一環として。 |        |

| 回  | 放送日   | ゲスト                                                     | 備考                                                | 出典   |
| --- | -------- | ---------------------------------------------------------- | --------------------------------------------------- | ------ |
| 311 | 6月12日  | チャンス大城                                               | 「サクラバシ919 スペシャルウィーク」 の一環として。 |        |
| 312 | 6月13日  | コットン （西村真二・きょん）                              | 「サクラバシ919 スペシャルウィーク」 の一環として。 |        |
| 313 | 6月14日  | トム・ブラウン （布川ひろき・みちお）                      | 「サクラバシ919 スペシャルウィーク」 の一環として。 |        |
| 314 | 6月15日  | 野田クリスタル（マヂカルラブリー）                         | 「サクラバシ919 スペシャルウィーク」 の一環として。 |        |
| 315 | 6月16日  | 浜田順平（カベポスター）                                   | 「サクラバシ919 スペシャルウィーク」 の一環として。 |        |
| 318 | 6月21日  | 浅沼晋太郎                                                 |                                                     |        |
| 412 | 10月31日 | カゲヤマ                                                   |                                                     |        |
| 436 | 12月4日  | 赤井沙希 荒井優希（SKE48）                                 | 「サクラバシ919 スペシャルウィーク」 の一環として。 |        |
| 437 | 12月5日  | ケンドーコバヤシ                                           | 「サクラバシ919 スペシャルウィーク」 の一環として。 |        |
| 438 | 12月6日  | ランジャタイ （伊藤幸司・国崎和也）                        | 「サクラバシ919 スペシャルウィーク」 の一環として。 |        |
| 439 | 12月7日  | R-指定（Creepy Nuts）                                      | 「サクラバシ919 スペシャルウィーク」 の一環として。 |        |
| 440 | 12月8日  | もりやすバンバンビガロ                                     | 「サクラバシ919 スペシャルウィーク」 の一環として。 |        |
| 445 | 12月15日 | スキンケア大学 （ちかや・吉野大） ひでき（タイムキーパー） | 田中は体調不良のため欠席。                          | [ 18 ] |
| 451 | 12月25日 | 橋本あみ・藤宮めい （Appare!）                             |                                                     |        |

| 回  | 放送日   | ゲスト                                                             | 備考 | 出典                 |
| --- | -------- | ------------------------------------------------------------------ | --- | -------------------- |
| 506 | 3月11日  | NATSU・NICO （WHITE SCORPION）                                     | | [ 19 ]               |
| 540 | 4月26日  | ゴエモン （濱田浩平・だいじゅ）                                    | | [ 20 ]               |
| 556 | 5月20日  | 夏目涼風・永松波留 （ラフ×ラフ）                                   | | [ 21 ]               |
| 571 | 6月10日  | 福留光帆                                                           | 「ラジオ大阪 もう、好きにやります。ウィーク」 の一環として。                                                                                              | [ 22 ]               |
| 572 | 6月11日  | しずる （KAZMA・村上純）                                           | 「ラジオ大阪 もう、好きにやります。ウィーク」 の一環として。                                                                                              | [ 22 ]               |
| 573 | 6月12日  | サルゴリラ （赤羽健壱・児玉智洋）                                  | 「ラジオ大阪 もう、好きにやります。ウィーク」 の一環として。                                                                                              | [ 22 ]               |
| 574 | 6月13日  | 菅田将暉                                                           | 「ラジオ大阪 もう、好きにやります。ウィーク」 の一環として。                                                                                              | [ 22 ] [ 23 ] [ 24 ] |
| 575 | 6月14日  | ちかや（スキンケア大学） ひでき（タイムキーパー） 岡本峻（釈迦虎） | 「ラジオ大阪 もう、好きにやります。ウィーク」 の一環として。                                                                                              | [ 22 ]               |
| 596 | 7月15日  | 清水崇                                                             | | [ 25 ]               |
| 676 | 11月4日  | 矢作萌夏                                                           | 当初は2024年10月14日（月曜）放送回に出演を予定していたが、新型コロナウイルスに罹患したため出演を見送った。その後3週を挟んで左記放送回に改めて生出演した。 | [ 29 ] [ 30 ]        |
| 691 | 11月25日 | 朝宮日向・橋本真希 （Rain Tree）                                   | | [ 31 ] [ 32 ]        |
| 701 | 12月9日  | トム・ブラウン （布川ひろき・みちお）                              | 「サクラバシ919 スペシャルウィーク」の一環として。 | [ 33 ]               |
| 702 | 12月10日 | 永野                                                               | 「サクラバシ919 スペシャルウィーク」の一環として。 | [ 33 ]               |
| 703 | 12月11日 | Den（リンダカラー∞）                                               | 「サクラバシ919 スペシャルウィーク」の一環として。 | [ 33 ]               |
| 704 | 12月12日 | 小宮浩信（三四郎）                                                 | 「サクラバシ919 スペシャルウィーク」の一環として。 | [ 33 ]               |
| 705 | 12月13日 | 池田57CRAZY（完熟フレッシュ）                                      | 「サクラバシ919 スペシャルウィーク」の一環として。 | [ 33 ]               |
| 713 | 12月25日 | 浅沼晋太郎                                                         | | [ 34 ]               |

| 回  | 放送日  | ゲスト                          | 備考 | 出典   |
| --- | ------- | ------------------------------- | --- | ------ |
| 775 | 3月21日 | KIRA SHINGO☆西成                | | [ 35 ] |
| 795 | 4月18日 | 鎌田菜月（SKE48）               | 同年3月24日までは月曜パーソナリティとして出演。 フースーヤの2人は以前から鎌田のゲスト出演を熱望しており、今回それが実現する形となった。 | [ 36 ] |
| 831 | 6月9日  | 東ブクロ（さらば青春の光）      | 「サクラバシ919 スペシャルウィーク」の一環として。                                                                                      | [ 37 ] |
| 832 | 6月10日 | 囲碁将棋 （文田大介・根建太一） | 「サクラバシ919 スペシャルウィーク」の一環として。                                                                                      | [ 37 ] |
| 833 | 6月11日 | 山田裕貴                        | 「サクラバシ919 スペシャルウィーク」の一環として。                                                                                      | [ 37 ] |
| 834 | 6月12日 | R-指定（Creepy Nuts）           | 「サクラバシ919 スペシャルウィーク」の一環として。                                                                                      | [ 37 ] |
| 835 | 6月13日 | 池田レイラ（完熟フレッシュ）    | 「サクラバシ919 スペシャルウィーク」の一環として。                                                                                      | [ 37 ] |
| 850 | 7月4日  | YOSH!NO                         | | [ 38 ] |

## 内包する「DONUTS GAMES」コンテンツ番組
24時台に放送。
| 曜日 | 番組名 | コンテンツ名 | 放送期間 |
| ---- | ------ | ------------ | -------- |

| 曜日   | 番組名                                                    | コンテンツ名                             | 放送期間 |
| ------ | --------------------------------------------------------- | ---------------------------------------- | --- |
| 月曜日 | ナナシスラジオ ch2053                                     | Tokyo 7th シスターズ THE SKY'S THE LIMIT | 2022年4月4日 - 2024年3月25日 |
| 火曜日 | 暴走列伝 単車の虎 ラジオ放送部                            | 暴走列伝 単車の虎                        | 2022年4月5日 - 2024年3月26日 |
| 水曜日 | ブラックスター コラボコーナー                             | ブラックスター -Theater Starless-        | 『ワルメン』2022年4月6日 - 2023年1月25日 『黒く、塗りつぶせ。』2023年2月1日 - 2024年3月27日 |
| 水曜日 | マガツノート ボイスドラマ                                 | マガツノート                             | 「season:1」 2022年4月6日（第1話） - 同年6月22日（第12話） 「戦シーズン 壱st Battle 桜華狂騒」 2022年7月6日（第1話） - 同年10月19日（第10話） 「season:1.5」2022年11月2日（第1話）- 同年11月23日（第5話） 「season:2」2022年12月14日（第1話）- 2023年3月1日（第12話） 「戦シーズン 弐nd Battle 荒魂大祭」2023年4月12日（第1話）- 同年6月14日（第10話） 「Season:2.5 陣営別ボイスドラマ」2023年8月9日（第1話） - 同年9月13日（第10話） 「season:3」2023年9月20日（第1話）- 同年12月6日（第12話） 「戦シーズン参rd Battle 電影乱世」2024年1月31日（第1話）- 同年3月21日（第6話） 2024年3月27日で当番組での放送を終了し配信のみとなる。 |
| 金曜日 | ユアマジェスティ ボイスドラマ 『Fragment 0 旅立ちの前に』 | ユアマジェスティ                         | 2022年4月8日 - 同年6月24日（1週で2話分放送） |
| 金曜日 | ユアマジェスティ コラボコーナー 『JUSTICE or CRAZY』      | ユアマジェスティ                         | 2022年7月8日 - 2023年3月31日 |

## 特別番組

### ミクチャとのコラボレーション
※ 放送回数は通常時間帯のものとは別。
| 回 | 放送日         | 放送時間         | 番組名                                 | パーソナリティ                                         | ミクチャライバー                    | SNS             | 備考   |
| -- | -------------- | ---------------- | -------------------------------------- | ------------------------------------------------------ | ----------------------------------- | --------------- | ------ |
| 1  | 2022年 9月26日 | 月曜 0:10 - 2:10 | サクラバシ919 ミクチャSP特番           | 都築拓紀（四千頭身） 溜口佑太朗（ラブレターズ）        | 杠葉あずさ 夏生のん                 | [ X 1 ] [ X 2 ] |        |
| 2  | 12月12日       | 月曜 0:00 - 2:00 | サクラバシ919 ミクチャ年末SP           | 相席スタート （山﨑ケイ、山添寛）                      | めっちゃん Ryota                    | [ X 3 ] [ X 4 ] |        |
| 3  | 2023年 3月20日 | 月曜 0:10 - 2:10 | サクラバシ919 ミクチャ春SP             | 都築拓紀（四千頭身） 酒井健太（アルコ&ピース）         | ゴリ山田カバ男（歌手） ねるし～     | [ X 5 ] [ X 6 ] | [ 41 ] |
| 4  | 12月17日       | 日曜 0:15 - 1:00 | サクラバシ919 ミクチャフェス公開録音SP | 山添寛（相席スタート） 神尾晋一郎 都築拓紀（四千頭身） | 杠葉あずさ 小夏みなみ（俳優、歌手） | [ X 1 ] [ X 7 ] | [ 42 ] |

### 他番組とのコラボレーション
| 回  | 放送日         | 放送時間            | 番組名                                                                                                  | パーソナリティ                      | ゲスト     | ミクチャライバー            | 出典・備考              |
| --- | -------------- | ------------------- | --- | ----------------------------------- | ---------- | --------------------------- | ----------------------- |
| 336 | 2023年 7月17日 | 月曜 22:00 - 翌1:00 | V-STATIONスペシャル 岩田光央・鈴村健一 スウィートイグニッション 20周年記念特番× サクラバシ919スペシャル | 岩田光央 鈴村健一 鎌田菜月（SKE48） | 神尾真一郎 | _MiA（声優） 腰元涼（歌手） | [ 注 39 ] [ 45 ] [ 46 ] |

## 出来事
- 2023年8月10日放送の「四千頭身 都築拓紀のサクラバシ919」ではオープニング、エンディング含めて曲を流さず、タイトルコールもしないまま終始、都築によるフリートークが行われたままフェードアウトしていく形で番組が終了した。これに関して番組の放送作家を務める福田卓也は「BGM、曲、タイトルコール、エコー、コーナー、エンディング、全部がいっさい無かったんですけど、それってあんまり聴いたこと無いんで試しに聴いてみてもいいかもです。ラジオマニア向け」と自身のTwitterに投稿した。

## 番組イベント
『四千頭身 都築拓紀のサクラバシ919 LIVE LOBSTER 2025』（2025年2月1日、会場：東京・ニッショーホール）
「サクラバシ919」初の番組イベント。2024年9月19日（20日深夜）放送された『四千頭身 都築拓紀のサクラバシ919』にて開催を発表した。出演者は都築のみであり、これに関して都築は「僕は会場のキャパ300でいいと言い張ったのですが、リスナーとラジオ大阪がエビデンスのない根拠でキャパ1000になりました。逃げも隠れもしません。埋まろうが、少なかろうが、ニッショーホールで魂のラジオをします」とコメントしている。会場内では番組内で話題となった出来事に添って作られたオリジナルグッズも販売された。